# Dodici proverbi
I Dodici proverbi sono un dipinto a olio su tavola (74,5x98,4 cm) di Pieter Bruegel il Vecchio, datato 1558 e conservato nel Museo Mayer van den Bergh di Anversa. È firmato "15(5)8 BRVEGHEL".

## Storia
L'opera è di attribuzione incerta, soprattutto a causa dello stato di conservazione non eccelso: ad esempio gli sfondi vermigli dei dodici medaglioni sono per lo più frutto di restauri.

## Descrizione e stile
In un partito scuro sono allineati sue tre file dodici medaglioni, ciascuno contenente una figura che illustra efficacemente un proverbio o un modo di dire fiammingo, ciascuno accompagnato da una scritta chiarificatrice.
A partire dal primo ordine, da sinistra, si incontrano:
1. "Bere di continuo, anche da ubriachi, induce in povertà, disonora il nome e mena alla rovina"
2. "Io sono un opportunista, d'un genere tale per cui voglio sempre il mantello dove il vento spira"
3. "Porto il fuoco in una mano, l'acqua nell'altra, e passo il tempo con pettegoli e donnette" (cioè seminare discordia usando una doppia faccia)
4. "Nel fare baldoria nessuno mi stava alla pari; adesso, finito in miseria, me ne resto fra due sedie, seduto sulla cenere" (finire in miseria per l'indecisione)
5. "Il vitello mi guarda con occhio smarrito; che serve se chiudo il pozzo quando ormai è annegato?" (cioè è inutile provare rimorso tardivo se non giova a niente)
6. "Se a qualcuno piace faticare inutilmente, getti rose ai porci" (come il proverbio italiano "Gettare le perle ai porci", cioè fare buone azioni per chi non se le merita)
7. "L'armatura fa di me un buon guerriero e attacco un campanellino al gatto" (cioè la tenuta militare rende arditi anche i paurosi, e la poca discrezione rende i piani segreti noti)
8. "La fortuna del vicino mi strazia il cuore; non sopporto che il sole si specchi nell'acqua" (cioè l'invidia impedisce la felicità)
9. "Sono bellicoso, fiero e iracondo; perciò batto la testa nel muro" (cioè l'iracondo è causa dei propri guai)
10. "A me tocca il magro, il grasso agli altri: e pesco sempre fuori dalla rete" (cioè l'incapace si arrabbia invano)
11. "Mi copro con un mantello celeste; ma quanto più mi nascondo, tanto più mi riconoscono" (cioè l'infedeltà della moglie rende famoso, suo malgrado, il marito)
12. "A qualunque cosa io miri, non riesco mai a ottenerla: orino sempre contro la luna" (cioè non si devono nutrire aspirazioni troppo alte)